# Rob Schreefel
Rob Schreefel (Tegal, Indonesië, 4 november 1953) is een Nederlandse beeldhouwer.

## Werk
De Amsterdamse beeldhouwer Schreefel maakte in de provincie Drenthe een serie monumentale kunstwerken in het kader van Art in Stone. Het in 2008 langs de A28 (nabij de TT-baan) geplaatste TT landmark vormt daar een onderdeel van.

## Tentoonstellingen
- beeld en tuin, Groepstentoonstelling, Hortus Alkmaar (21 maart t/m 29 oktober 2023)

## Werken (selectie)
- TT landmark - Assen, langs de A28 (2007)
- De Baak - Lutjegast (2005)
- Poort van Drentse keien - Sellingen (2004)
- Drentse Poort - Coevorden (2003)
- Kegel met kei - Borger (2002)
- Ode aan de zon - Odoorn (2000)
- Cirrus - Amersfoort (1997)
- Kunstburcht - Purmerend (1990)
- Brug 604, Brug 605 - Amsterdam (1987)

In 1990 maakte Schreefel een beeld voor de tuin van koningin Beatrix bij paleis Huis ten Bosch in 's-Gravenhage.

## Fotogalerij

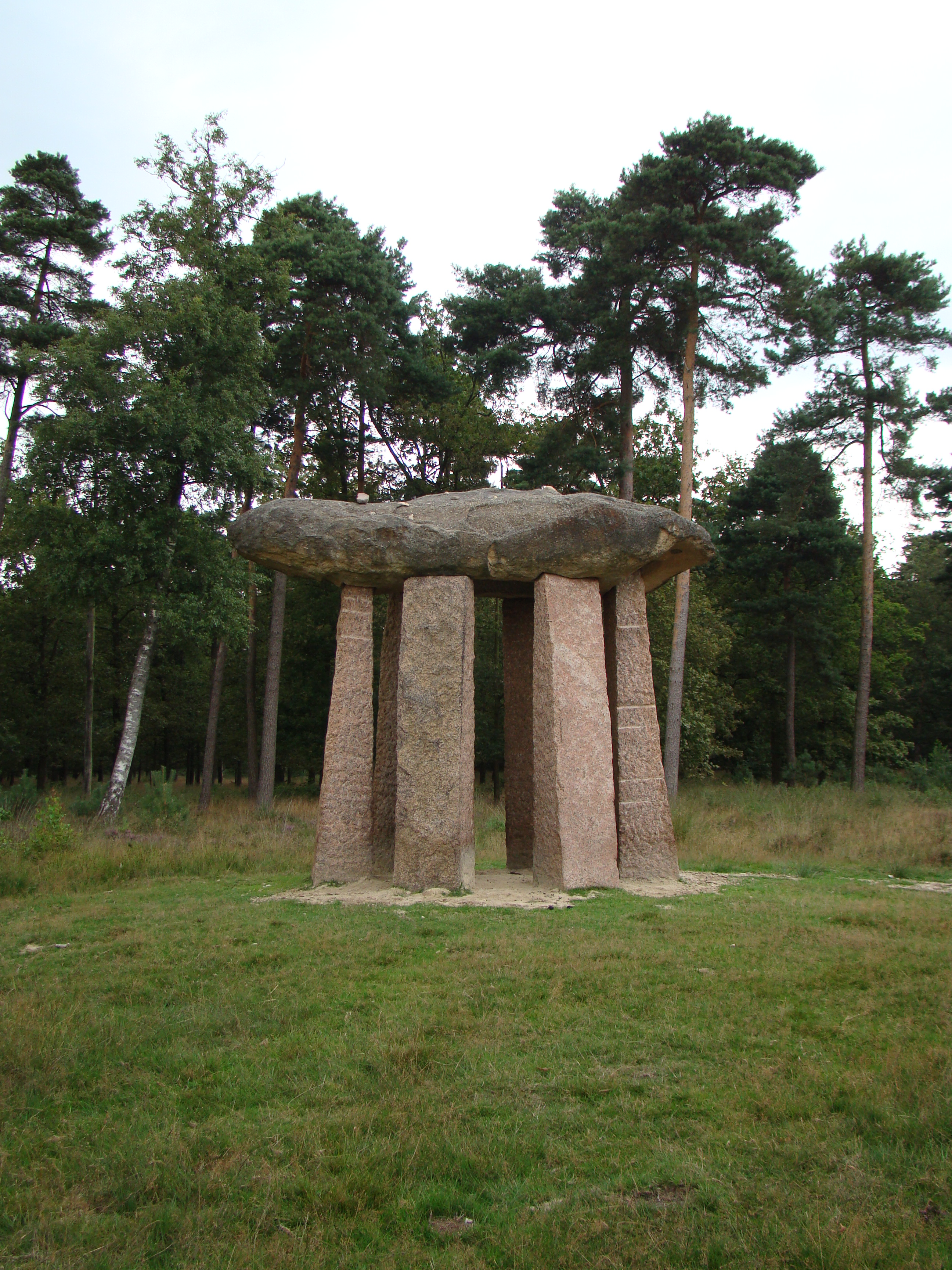
Ode aan de zon (2000), Odoorn
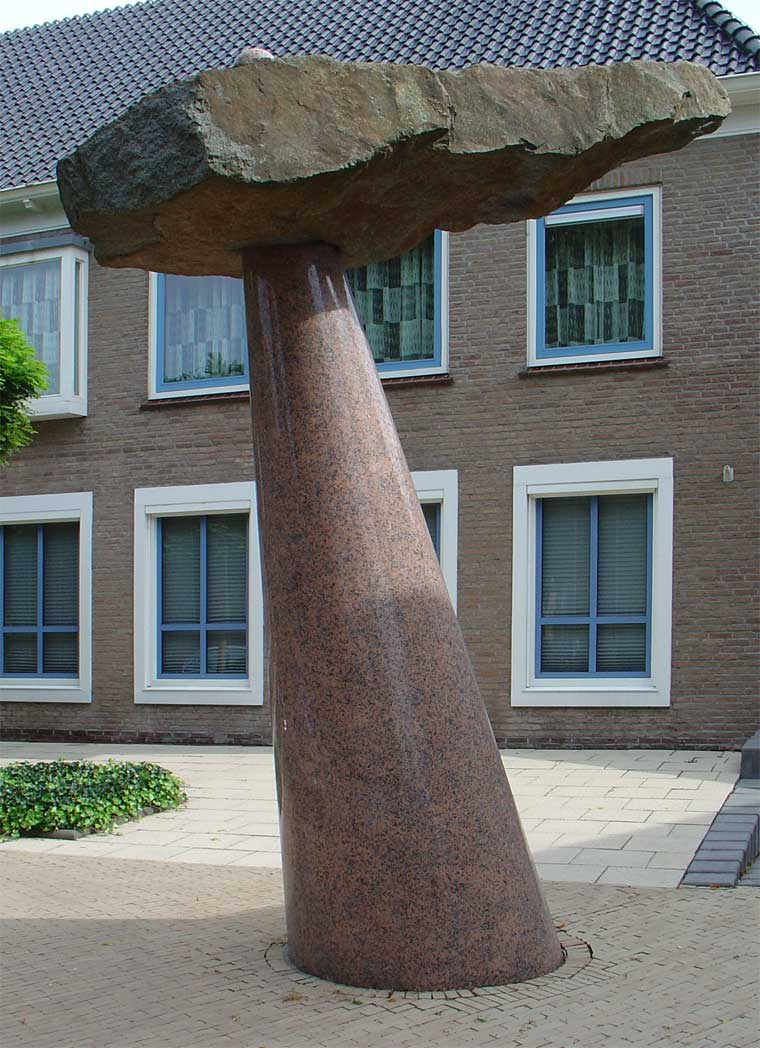
Kegel met kei (2002), Hoofdstraat in Borger
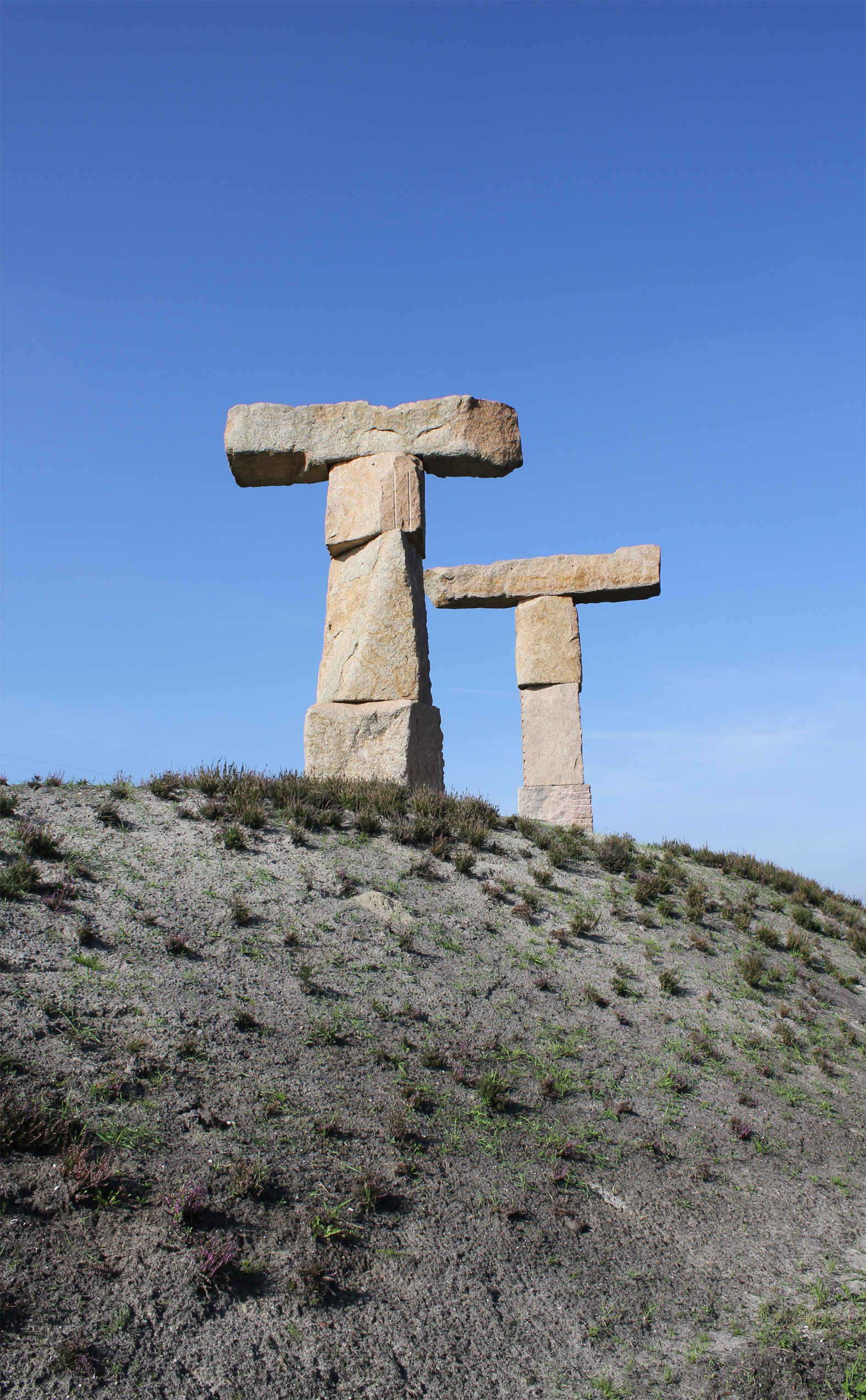
TT landmark (2007), Assen-zuid - aan de A28
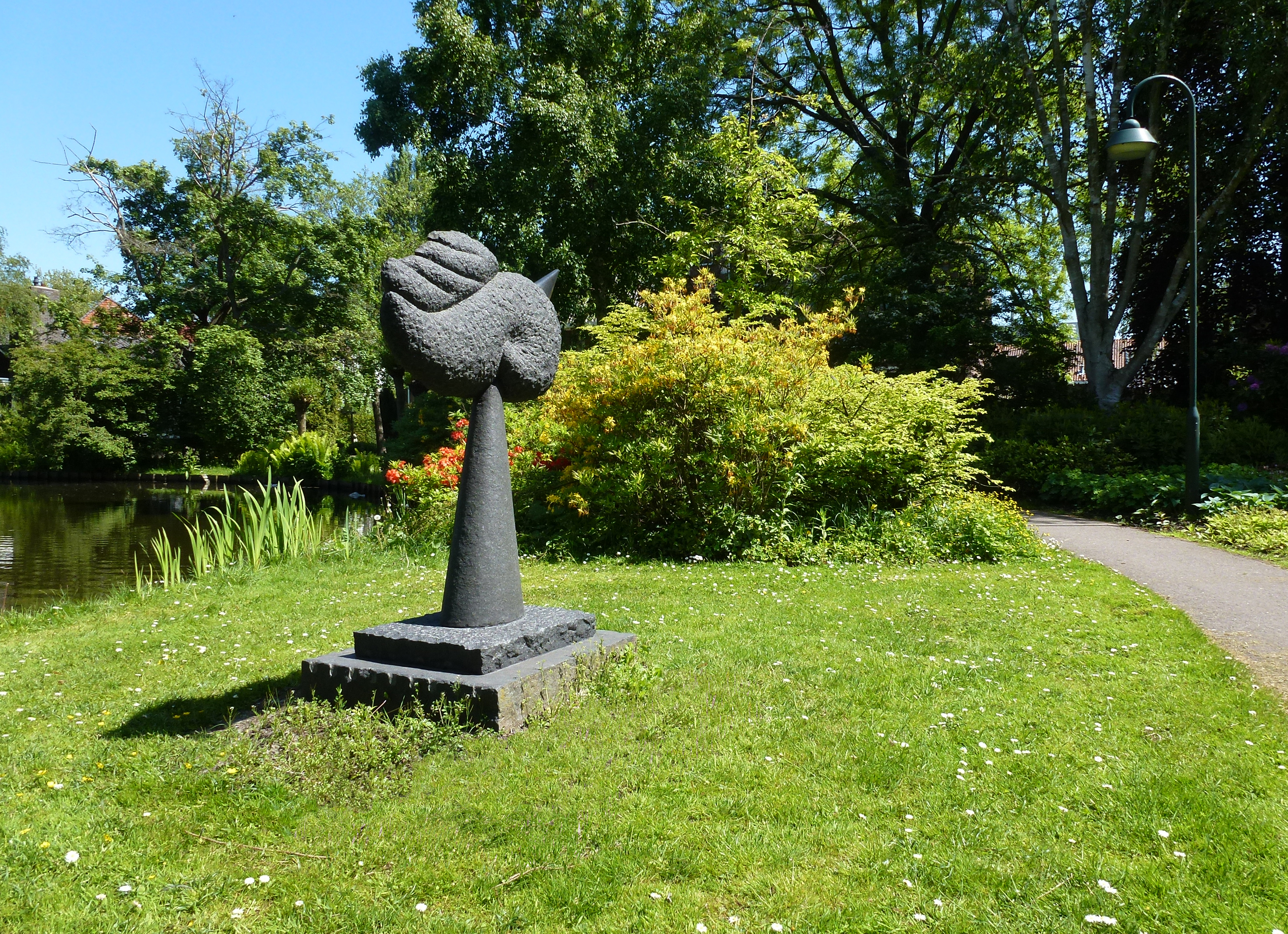
Le Fossile Noir (2015), Van Bergen IJzendoornpark, Gouda